# 1973年の日本
1973年の日本（1973ねんのにほん）では、1973年（昭和48年）の日本の出来事・流行・世相などについてまとめる。

## 他の紀年法
日本では、西暦の他にも以下の紀年法を使用している。なお、以下の紀年法は西暦と月日が一致している。
- 元号
  - 昭和48年
- 神武天皇即位紀元
  - 皇紀2633年
- 干支
  - 癸丑（みずのと うし）

## カレンダー
| 1月 |    |    |    |    |    |    |
| 日  | 月 | 火 | 水 | 木 | 金 | 土 |
|     | 1  | 2  | 3  | 4  | 5  | 6  |
| 7   | 8  | 9  | 10 | 11 | 12 | 13 |
| 14  | 15 | 16 | 17 | 18 | 19 | 20 |
| 21  | 22 | 23 | 24 | 25 | 26 | 27 |
| 28  | 29 | 30 | 31 |    |    |    |
|     |    |    |    |    |    |    |

| 2月 |    |    |    |    |    |    |
| 日  | 月 | 火 | 水 | 木 | 金 | 土 |
|     |    |    |    | 1  | 2  | 3  |
| 4   | 5  | 6  | 7  | 8  | 9  | 10 |
| 11  | 12 | 13 | 14 | 15 | 16 | 17 |
| 18  | 19 | 20 | 21 | 22 | 23 | 24 |
| 25  | 26 | 27 | 28 |    |    |    |
|     |    |    |    |    |    |    |

| 3月 |    |    |    |    |    |    |
| 日  | 月 | 火 | 水 | 木 | 金 | 土 |
|     |    |    |    | 1  | 2  | 3  |
| 4   | 5  | 6  | 7  | 8  | 9  | 10 |
| 11  | 12 | 13 | 14 | 15 | 16 | 17 |
| 18  | 19 | 20 | 21 | 22 | 23 | 24 |
| 25  | 26 | 27 | 28 | 29 | 30 | 31 |
|     |    |    |    |    |    |    |

| 4月 |    |    |    |    |    |    |
| 日  | 月 | 火 | 水 | 木 | 金 | 土 |
| 1   | 2  | 3  | 4  | 5  | 6  | 7  |
| 8   | 9  | 10 | 11 | 12 | 13 | 14 |
| 15  | 16 | 17 | 18 | 19 | 20 | 21 |
| 22  | 23 | 24 | 25 | 26 | 27 | 28 |
| 29  | 30 |    |    |    |    |    |
|     |    |    |    |    |    |    |

| 5月 |    |    |    |    |    |    |
| 日  | 月 | 火 | 水 | 木 | 金 | 土 |
|     |    | 1  | 2  | 3  | 4  | 5  |
| 6   | 7  | 8  | 9  | 10 | 11 | 12 |
| 13  | 14 | 15 | 16 | 17 | 18 | 19 |
| 20  | 21 | 22 | 23 | 24 | 25 | 26 |
| 27  | 28 | 29 | 30 | 31 |    |    |
|     |    |    |    |    |    |    |

| 6月 |    |    |    |    |    |    |
| 日  | 月 | 火 | 水 | 木 | 金 | 土 |
|     |    |    |    |    | 1  | 2  |
| 3   | 4  | 5  | 6  | 7  | 8  | 9  |
| 10  | 11 | 12 | 13 | 14 | 15 | 16 |
| 17  | 18 | 19 | 20 | 21 | 22 | 23 |
| 24  | 25 | 26 | 27 | 28 | 29 | 30 |
|     |    |    |    |    |    |    |

| 7月 |    |    |    |    |    |    |
| 日  | 月 | 火 | 水 | 木 | 金 | 土 |
| 1   | 2  | 3  | 4  | 5  | 6  | 7  |
| 8   | 9  | 10 | 11 | 12 | 13 | 14 |
| 15  | 16 | 17 | 18 | 19 | 20 | 21 |
| 22  | 23 | 24 | 25 | 26 | 27 | 28 |
| 29  | 30 | 31 |    |    |    |    |
|     |    |    |    |    |    |    |

| 8月 |    |    |    |    |    |    |
| 日  | 月 | 火 | 水 | 木 | 金 | 土 |
|     |    |    | 1  | 2  | 3  | 4  |
| 5   | 6  | 7  | 8  | 9  | 10 | 11 |
| 12  | 13 | 14 | 15 | 16 | 17 | 18 |
| 19  | 20 | 21 | 22 | 23 | 24 | 25 |
| 26  | 27 | 28 | 29 | 30 | 31 |    |
|     |    |    |    |    |    |    |

| 9月 |    |    |    |    |    |    |
| 日  | 月 | 火 | 水 | 木 | 金 | 土 |
|     |    |    |    |    |    | 1  |
| 2   | 3  | 4  | 5  | 6  | 7  | 8  |
| 9   | 10 | 11 | 12 | 13 | 14 | 15 |
| 16  | 17 | 18 | 19 | 20 | 21 | 22 |
| 23  | 24 | 25 | 26 | 27 | 28 | 29 |
| 30  |    |    |    |    |    |    |
|     |    |    |    |    |    |    |

| 10月 |    |    |    |    |    |    |
| 日   | 月 | 火 | 水 | 木 | 金 | 土 |
|      | 1  | 2  | 3  | 4  | 5  | 6  |
| 7    | 8  | 9  | 10 | 11 | 12 | 13 |
| 14   | 15 | 16 | 17 | 18 | 19 | 20 |
| 21   | 22 | 23 | 24 | 25 | 26 | 27 |
| 28   | 29 | 30 | 31 |    |    |    |
|      |    |    |    |    |    |    |

| 11月 |    |    |    |    |    |    |
| 日   | 月 | 火 | 水 | 木 | 金 | 土 |
|      |    |    |    | 1  | 2  | 3  |
| 4    | 5  | 6  | 7  | 8  | 9  | 10 |
| 11   | 12 | 13 | 14 | 15 | 16 | 17 |
| 18   | 19 | 20 | 21 | 22 | 23 | 24 |
| 25   | 26 | 27 | 28 | 29 | 30 |    |
|      |    |    |    |    |    |    |

| 12月 |    |    |    |    |    |    |
| 日   | 月 | 火 | 水 | 木 | 金 | 土 |
|      |    |    |    |    |    | 1  |
| 2    | 3  | 4  | 5  | 6  | 7  | 8  |
| 9    | 10 | 11 | 12 | 13 | 14 | 15 |
| 16   | 17 | 18 | 19 | 20 | 21 | 22 |
| 23   | 24 | 25 | 26 | 27 | 28 | 29 |
| 30   | 31 |    |    |    |    |    |
|      |    |    |    |    |    |    |

## 在職者
- 天皇: 裕仁
- 内閣総理大臣: 田中角栄（自由民主党）
- 内閣官房長官: 二階堂進（自由民主党）
- 最高裁判所長官: 石田和外、5月21日より村上朝一
- 衆議院議長: 中村梅吉（自由民主党）、5月29日より前尾繁三郎（自由民主党）
- 参議院議長: 河野謙三（自由民主党）
- 国会: 第71回 (特別会, 1月27日-9月27日)

## できごと

### 1月
- 1月1日 - 秋田魁新報、日刊紙として最多の116ページ立て（別冊含む）の紙面を元日号で記録。
- 1月2日 - 東京・両国の日大講堂で行われたプロボクシング・WBA世界フライ級タイトルマッチで、王者・大場政夫が挑戦者・チャチャイ・チオノイ（タイ）を12回KOで破り5度目の防衛に成功。
- 1月4日 - 西鉄福岡市内線の吉塚線がこの日限りで廃止。
- 1月16日 - プロ野球パ・リーグの東映フライヤーズが日拓ホームに売却され、日拓ホームフライヤーズとなる。
- 1月22日 - 日産自動車が「バイオレット」を発売（2月には「キャラバン」を発売）。
- 1月23日 - アース製薬が使い捨てゴキブリ駆除器「ごきぶりホイホイ」を発売[書籍 1]。
- 1月24日 - 大関・琴櫻が第53代横綱に昇進[書籍 1]。第51代横綱・玉の海の急死直後の前々年九州場所以来続いた北の富士のみの“一人横綱状態”は8場所で終止符。
- 1月25日 - 3週間前に5度目の防衛に成功したばかりのWBA世界フライ級王者、大場政夫が首都高速道路の新宿区新小川町付近で交通事故死（享年23）[書籍 2]。現役世界王者のまま夭逝したため「永遠のチャンプ」の称号が与えられる。
- 1月29日 - 本田技研工業が「バイアルスTL125」を発売。

### 2月
- 2月1日 - 浅間山で爆発的噴火が発生。火炎の高さ500ｍ。
- 2月14日 - 為替レート・1ドル=308円の固定相場制から、変動相場制に移行[書籍 3][書籍 4]。スタートは、1ドル=277円。
- 2月19日 - 三菱自動車工業が「ランサー」を発売。
- 2月21日 - 東京地検、『四畳半襖の下張』著者の野坂昭如らを起訴[書籍 4]。
- 2月24日 - 古河鉱業が栃木県の足尾銅山を閉山[書籍 4]。
- 2月25日 - 桜田淳子、『天使も夢みる』で歌手デビュー。

### 3月
- 3月 - 象印マホービンが「エアポット『押すだけ』」を発売。
- 3月1日 - エースコックが「カレーヌードル」を発売。
- 3月3日 - 名鉄挙母線がこの日限りで廃止。
- 3月5日 - 日本電信電話公社が「新型青電話機」を発売。
- 3月13日 - 国鉄高崎線上尾駅で順法闘争に怒った乗客が暴れる[書籍 5][書籍 6]。
- 3月19日 - コナミホールディングスの前身であるコナミ工業設立。
- 3月20日 - 熊本地方裁判所、水俣病訴訟で、チッソ水俣工場の廃液が原因であったことを認める判決[書籍 5][書籍 7]。
- 3月22日 - プロ野球・読売ジャイアンツの投手である湯口敏彦が入院先の病院で急死。球団に原因のある自殺と疑われマスコミからバッシング報道を受ける。
- 3月27日 - 第45回選抜高等学校野球大会が開幕。
- 3月30日 - 富山地方鉄道富山軌道線支線がこの日限りで廃止。
- 3月31日
  - 羽後交通雄勝線がこの日限りで廃止。
  - 中央本線国分寺駅-北府中駅-東京競馬場前駅間の支線（通称下河原線）がこの日限りで廃止。
- 日付不詳 - 福岡県嘉穂郡嘉穂町（現嘉麻市）の漆生炭鉱が閉山。

### 4月
- 4月1日
  - 名古屋放送（現：名古屋テレビ放送=メ〜テレ）と中京テレビ放送でテレビネットワーク再編。名古屋放送は日本テレビ・NET（現：テレビ朝日）のクロスネットからNET系列に、中京テレビはNET・日本テレビのクロスネットから日本テレビ系列にそれぞれ一本化。
  - 奈良テレビ放送開局。
  - 一般有料道路の西名阪道路、東名阪道路が、それぞれ高速自動車国道の西名阪自動車道、東名阪自動車道に。
  - 京阪神急行電鉄が阪急電鉄に社名変更。
  - 国鉄武蔵野線府中本町駅-新松戸駅間が開業。
- 4月4日 - 最高裁判所大法廷、1968年に実父からの長年の性的虐待に耐えかねて実父を殺害した女性被告人に対し、尊属殺を一般の殺人罪より重罪とする刑法第200条の規定を違憲と判断したうえで被告人に執行猶予判決を下す。最高裁判所初の違憲判決[書籍 3][書籍 8]。
- 4月6日 - 第45回選抜高等学校野球大会の決勝戦が13時から甲子園球場にて行われ、横浜高校が広島商業を延長11回3-1で破って優勝を決める。優勝投手は永川英植（のちヤクルト）。
- 4月9日
  - 全国銀行データ通信システムが稼動。
  - 根岸線の洋光台駅 - 大船駅間が延長開業し全通。
- 4月11日 - トヨタ自動車が「スターレット」を発売（当時の車名はパブリカ・スターレット）。また同車OEMとしてダイハツ工業が5月に「コンソルテクーペ」を発売。
- 4月12日 - 祝日法改正（振替休日制の導入）[書籍 5][書籍 9]。
- 4月15日 - 越後交通栃尾線の両端の区間である悠久山駅 - 長岡駅間および上見附駅 - 栃尾駅間がこの日限りで廃止。
- 4月20日
  - 後楽園スタジアムが建設していた黄色いビルが完成。
  - 日本初のプロレス団体『日本プロレス』が興行を停止。
- 4月24日 - 首都圏国電暴動発生[書籍 10]。
- 4月25日 - 全農林警職法事件の最高裁判所大法廷判決。全逓東京中郵事件の判例を変更。
- 4月29日 - 英国のリバーシ・ゲームを改良したオセロが日本で発売され、この年のヒット商品になる（4月25日とする説もある）[書籍 11]。
- 4月30日 - 作家の大佛次郎が死去。朝日新聞に連載中の『天皇の世紀』は未完になる[書籍 12]。

### 5月
- 5月21日
  - 村上朝一が第6代最高裁判所長官に就任。
  - 山口百恵がシングル「としごろ」で歌手デビュー[書籍 13]。
- 5月23日 - シンガーソングライターの吉田拓郎が強姦致傷の容疑で逮捕される。ファンの女子大生が4月18日の金沢公演の夜に吉田に暴行されたと訴えたが、結局女子大生の狂言であることがわかり不起訴となり6月2日に釈放された。
- 5月25日 - 事業拡大で経営危機に陥った中日スタヂアムが倒産（中日スタヂアム事件も参照）。
- 5月28日 - 東京都新宿区で第6ポールスタービル火災発生。死者1名。
- 5月30日 - 大関・輪島が第54代横綱に昇進。初の学生相撲出身横綱となる[書籍 14]。

### 6月
- 6月3日 - 必殺仕置人殺人事件。
- 6月4日 - この日発売の週刊少年ジャンプ（集英社）にて、広島原爆をテーマとした中沢啓治の漫画「はだしのゲン」の連載が開始。以後、掲載誌を変えながら1985年まで連載が続いた。
- 6月8日 - 東亜石油と共同石油の合弁により東亜共石設立（1979年12月、東亜石油が経営権を共同石油に譲渡）。
- 6月11日 - 東京湾の魚介類から基準値を上回るPCBを検出。
- 6月20日 - NHKホール（渋谷区神南）落成。
- 6月23日 - 自衛隊機乗り逃げ事件。現職自衛官が自衛隊機を盗みそのまま失踪する[書籍 15]。
- 6月24日 - 女優の加賀まりこが東京都内の自宅で大量の睡眠薬を服用して自殺を図る。

### 7月
- 7月1日 - 盛線（現・三陸鉄道リアス線）、綾里駅 - 吉浜駅間開業。
- 7月5日 - ゼビオ設立（当時の社名はサンスーツ）。
- 7月19日 - 松下電器産業は創業者の松下幸之助会長が相談役に退き、高橋荒太郎副社長が会長に就任する人事を発表。
- 7月20日 - 日本赤軍によるドバイ日航機ハイジャック事件発生[書籍 3][書籍 16]。
- 7月25日 - 資源エネルギー庁発足[書籍 17]。
- 7月28日 - 宝塚歌劇団によって『この恋は雲の涯まで』が上演される。
- 7月31日 - NHKの本部が内幸町から渋谷の放送センターに移転。

### 8月
- 8月1日
  - 味の素とゼネラルフーヅの合弁により味の素ゼネラルフーヅ設立。
  - シチズン時計が「クオーツクリストロン」を発売。
- 8月8日
  - 金大中事件[書籍 3][書籍 18]。
  - 第55回全国高等学校野球選手権大会が阪神甲子園球場で開幕。
- 8月17日 - 長崎県壱岐出身の深山祐助がこの日付で不動産仲介業者「株式会社ミヤマ」を設立。現在のレオパレス21。
- 8月22日 - 第55回全国高等学校野球選手権大会の決勝戦が時より甲子園球場にて行われ、広島商業が静岡高校に3-2でサヨナラ勝ちし、1956年（第39回）以来16年ぶり5度目の全国制覇。
- 8月30日 - 阪神の江夏豊投手が甲子園球場の対中日戦で史上初の延長戦ノーヒットノーラン達成。
- 8月31日 - 右翼団体「防共挺身隊」の構成員が埼玉県庁舎を襲撃。

### 9月
- 9月1日 - 伊勢線が開業。
- 9月7日 - 長沼ナイキ訴訟において自衛隊違憲判決[書籍 3][書籍 19]。
- 9月9日 - 千歳線苗穂駅 - 北広島駅間を新線に付け替え、新線区間内に新札幌駅が開業。旧線はこの日限りで廃止（一部区間は旅客営業のみ廃止し貨物線として存続）。
- 9月21日 - 日越国交樹立[書籍 20]。
- 9月25日 - 開業を4日後に控えた西武百貨店高槻店で火災、6人死亡。原因は警備員による放火。建物の損壊が激しく、開業は1974年11月15日に延期。
- 9月28日 - 福井鉄道鯖浦線がこの日限りで廃止。

### 10月
- 10月1日
  - 東京教育大学を廃して現在のつくば市に筑波大学を開学。
  - 太陽銀行と神戸銀行が合併し、太陽神戸銀行誕生。
  - 牟岐線牟岐駅 - 海部駅間開業。
- 10月5日 - 公害健康被害補償法制定。
- 10月10日
  - そごう柏店が開店。
  - 南海電気鉄道が貴志川線を除く自社路線の架線電圧を600Vから1500Vに昇圧。これにより使用車両が大幅に変更された（高野線および泉北高速鉄道線は10月7日に昇圧）。
- 10月21日 - 滋賀銀行9億円横領事件[書籍 21]。
- 10月22日 - セ・リーグ最終戦で巨人が阪神を下し、セ・リーグ9連覇（V9）達成。試合終了後、阪神ファンが巨人の選手や報道陣に暴行を加える[書籍 22]。
- 10月23日 - 江崎玲於奈のノーベル物理学賞受賞が決定する[書籍 5][書籍 22]。
- 10月26日 - ライオン油脂が無リン洗剤の「せせらぎ」を発売。

### 11月
- 11月1日
  - この年の日本シリーズで巨人がパ・リーグの覇者・南海を4勝1敗で下し、1965年からのセ・リーグペナントレースおよび日本シリーズ9連覇（V9）達成。この翌年には巨人はセ・リーグ2位に終わり連覇は9で途切れることになった。
  - 東急インの1号店として京都東急インが開業。
  - 東京12チャンネル（現：テレビ東京）が日本科学技術振興財団から株式会社東京12チャンネル（東京12チャンネルプロダクションから社名変更、現在の株式会社テレビ東京）に放送免許を承継して教育専門局から一般総合局として再スタート。また、日本教育テレビ（NETテレビ、現：テレビ朝日）も同日、教育専門局から一般総合局に転換した。
  - 大阪府千里ニュータウンのスーパーマーケットで、トイレットペーパー売り場に約300人が行列をつくり在庫が売り切れる[書籍 5][書籍 23]。以後、同様のパニックが全国的に発生する[書籍 24]。
- 11月17日 - 日拓ホームフライヤーズが日本ハムに売却され、日本ハムファイターズとなる。日拓はこの年の1月に球団を買収したばかりであり球団を保有したのはわずか10か月、1シーズンのみであった。
- 11月20日 - イトーヨーカ堂によりセブン-イレブン（当初の社名はヨークセブン）設立。
- 11月25日
  - 五島勉が解釈した本、ノストラダムスの大予言が出版される。
  - 第2次田中改造内閣発足[書籍 25][書籍 26]。
- 11月26日 - ヤクルト球団が鉄腕アトムのペットマークとしての使用を終了するとともに、ニックネームを「アトムズ」から国鉄時代からの「スワローズ」に再変更。
- 11月27日 - 都営三田線の三田駅 - 日比谷駅間が延長開業。
- 11月29日 - 熊本県熊本市下通の大洋デパートで火災[書籍 5]。死者104人[書籍 26]、負傷者124名。日本の百貨店火災としては史上最悪の惨事に[書籍 27]。

### 12月
- 12月1日
  - 北海道函館市が亀田市を編入合併。
  - 白泉社設立。
- 12月3日 - 日本テレビ系月曜スター劇場枠にて、宇津井健主演のテレビドラマ『たんぽぽ』[注 1]が放送開始（ - 1974年5月6日。全22回）。1978年10月まで全5シリーズ制作された同局の看板ドラマとなった。
- 12月7日 - 泉北高速鉄道泉ケ丘駅 - 栂・美木多駅間開業。
- 12月12日 - 三菱樹脂事件の最高裁判所大法廷判決[書籍 28]。
- 12月14日 - 愛知県宝飯郡小坂井町で数日前から流れた「豊川信用金庫が倒産する」という内容の事実無根のデマにより、同信用金庫で取り付け騒ぎが発生[書籍 25][書籍 28]。
- 12月15日 - 三菱石炭鉱業大夕張鉄道線南大夕張駅 - 大夕張炭山駅間がこの日限りで廃止。
- 12月17日 - 明治乳業が「明治ブルガリアヨーグルト」を発売[書籍 29]。

### 日付不詳
- 日本国内での出生数ピーク（209万人）
- 日本全国で同時多発的にコインロッカーに乳幼児を遺棄する捨て子事件が発生（43件）。コインロッカーベイビーと呼ばれ社会問題化した。
- 1970年辺りまでは、若者の街、若者文化の流行の発信地といえば、新宿だった。しかし、この年に渋谷でPARCOの開店があり、日本における若者文化の歴史が大きく変化。その流れは「新宿から渋谷、または渋谷区全体へ」と移り変わっていく。

## 天候・天災・観測等
- 昭和48年豪雪（四八豪雪、秋田豪雪） - 本年11月〜翌年3月にかけての豪雪。

## 文化と芸術

### 出版

#### 文学
- 芥川賞
  - 第69回（1973年上半期） - 三木卓 『鶸』
  - 第70回（1973年下半期） - 野呂邦暢 『草のつるぎ』、森敦 『月山』
- 直木賞
  - 第69回（1973年上半期） - 長部日出雄 『津軽世去れ節』『津軽じょんから節』、藤沢周平『暗殺の年輪』
  - 第70回（1973年下半期） - 該当作品なし
- ベストセラー
  - 司馬遼太郎 『国盗り物語』
  - 小松左京 『日本沈没』

#### 漫画
- 11月 - ブラック・ジャック、週刊少年チャンピオンにて連載開始。

#### 雑誌
創刊
廃刊
- 8月 - 『月刊COM』復刊するが即、廃刊に。

### 音楽
- 安西マリア「涙の太陽」
- ザ・ピーナッツ「情熱の砂漠」「指輪のあと」
- 沢田研二「危険なふたり」「あなたへの愛」「胸いっぱいの悲しみ」
- 宮史郎とぴんからトリオ「女のみち」「女のねがい」
- 三善英史「円山・花町・母の町」
- 内山田洋とクール・ファイブ「そして、神戸」
- 南沙織「色づく街」「傷つく世代」「ひとかけらの純情」
- 五木ひろし「ふるさと」「霧の出船」「夜空」
- かぐや姫「神田川」
- 井上陽水「傘がない」「夢の中へ」「心もよう」
- 天地真理「恋する夏の日」「若葉のささやき」「ふたりの日曜日」
- アグネス・チャン「ひなげしの花」「妖精の詩」「草原の輝き」
- チューリップ「心の旅」「夏色のおもいで」
- ガロ「君の誕生日」「ロマンス」
- ペドロ&カプリシャス「ジョニィへの伝言」
- 浅田美代子「赤い風船」「ひとりっ子甘えっ子」「わたしの宵待草」
- 八代亜紀「なみだ恋」「女ごころ」
- 堺正章「街の灯り」
- 金井克子「他人の関係」
- 梶芽衣子「怨み節」
- 西城秀樹「ちぎれた愛」「情熱の嵐」「青春に賭けよう」「チャンスは一度」
- 郷ひろみ「愛への出発」「裸のビーナス」「小さな体験」「魅力のマーチ」
- 野口五郎「君が美しすぎて」「オレンジの雨」「愛さずにいられない」「雨に消えた恋」
- 麻丘めぐみ「わたしの彼は左きき」「女の子なんだもん」「アルプスの少女」「森を駈ける恋人たち」
- 桜田淳子「わたしの青い鳥」「天使も夢みる」
- 森昌子「中学三年生」「白樺日記」「夕顔の雨」
- 山口百恵「青い果実」
- 大信田礼子「同棲時代」
- 内田あかり「浮世絵の街」
- あべ静江「コーヒーショップで」「みずいろの手紙」
- 赤い鳥「紙風船」
- 小柳ルミ子「漁火恋唄」「春のおとずれ」「恋にゆれて」「十五夜の君」「恋の雪別れ」
- あのねのね「赤とんぼの唄」
- 高木麻早「ひとりぼっちの部屋」
- フィンガー5「個人授業」
- チェリッシュ「てんとう虫のサンバ」「避暑地の夏」「白いギター」「若草の髪かざり」
- 山本リンダ「じんじんさせて」「狙いうち」「燃えつきそう」
- 夏木マリ「絹の靴下」
- 森進一「冬の旅」
- 美川憲一「さそり座の女」
- 欧陽菲菲「雨のヨコハマ」「恋の十字路」
- 由紀さおり「恋文」
- 布施明「甘い十字架」
- 藤正樹「忍ぶ雨」
- ちあきなおみ「喝采」「夜間飛行」

（アイドル歌手全盛時代の到来で、新御三家、花の中三トリオ、麻丘めぐみ、アグネス・チャン、浅田美代子、あべ静江、フィンガー5などが相次いでデビューし、活躍した。）

### 演劇
宝塚歌劇団

### 映画
- ゴジラ対メガロ
- 津軽じょんがら節
- 仁義なき戦い 広島死闘篇（4月28日封切）
- 仁義なき戦い 代理戦争（9月25日封切）
- 青幻記 遠い日の母は美しく
- ゴルゴ13
- 股旅
- 恍惚の人
- 戒厳令
- 男はつらいよ 寅次郎忘れな草（松竹、8月4日封切）
- 人間革命（東宝、シナノ企画、9月8日封切）
- 現代任侠史（10月27日封切）
- 男はつらいよ 私の寅さん（松竹、12月26日封切）
- 日本沈没 （東宝、12月29日封切）
- 戦争と人間 完結編
- 同棲時代・今日子と次郎（松竹）
- 朝やけの詩（東宝）

### テレビ
- 1月7日 - NHK大河ドラマ「国盗り物語」放送開始。
- 2月17日 - 「仮面ライダーV3」（毎日放送系）放送開始。
- 4月1日 - 奈良テレビ放送が開局。
- 4月1日 - 「子連れ狼」（日本テレビ系）放映開始。
- 4月2日 - NHK朝の連続テレビ小説「北の家族」放送開始。
- 4月2日 - 「新八犬伝」（NHK）放映開始。
- 4月2日 - 「ひらけ!ポンキッキ」（フジテレビ系）放送開始。
- 4月5日 - 「非情のライセンス」 （NET系）放映開始。
- 4月6日 - 「ウルトラマンタロウ」（TBS系）放送開始。
- 4月13日 - 「走れ!ケー100」（TBS系）放送開始。
- 4月16日 - 「刑事くん」（TBS系）第3部放送開始。
- 5月12日 - 「キカイダー01」（NET系）放送開始。
- 7月2日 - 「3時にあいましょう」（TBS系）放送開始。
- 9月6日 - 「それぞれの秋」（TBS系）放送開始。
- 10月2日 - 「イナズマン」（NET系）放送開始。
- 10月2日 - 「どてらい男」（関西テレビ系）放送開始。
- 10月3日 - 「雑居時代」（日本テレビ系）放送開始。
- 10月5日 - 「天下堂々」（NHK）放映開始。
- 10月5日 - 「金曜10時!うわさのチャンネル!!」（日本テレビ系）放送開始。
- 10月7日 - 「パンチDEデート」（関西テレビ）放送開始（当初は関西ローカル、翌年10月にフジテレビ系列で全国ネット開始）。
- 12月3日 - 「たんぽぽ」（日本テレビ系）放送開始。

### アニメ
アニメーション映画
テレビアニメ
- 1月1日 「バビル2世」放映開始
- 1月2日 「けろっこデメタン」放映開始
- 1月7日 「山ねずみロッキーチャック」放映開始
- 3月2日 「ジャングル黒べえ」放映開始
- 4月1日 「ドラえもん (1973年のテレビアニメ)」放映開始
- 4月2日 「ワンサくん」放映開始
- 4月4日 「荒野の少年イサム」放映開始
- 4月7日 「ミクロイドS」放映開始
- 10月1日 「ゼロテスター」、「ミラクル少女リミットちゃん」放映開始
- 10月2日 「新造人間キャシャーン」放映開始
- 10月3日 「空手バカ一代」放映開始
- 10月4日 「ドロロンえん魔くん」放映開始
- 10月5日 「エースをねらえ!」放映開始
- 10月6日 「冒険コロボックル」放映開始
- 10月7日 「侍ジャイアンツ」放映開始
- 10月13日 「キューティーハニー」放映開始

### コマーシャル
| キャッチフレーズ           | 商品名など                 | メーカー     | 出演者                | 音楽     |
| -------------------------- | -------------------------- | ------------ | --------------------- | -------- |
| じっとガマンの子であった   | ボンカレー                 | 大塚食品     | 笑福亭仁鶴            | -        |
| ♪酒は大関、心意気          | 清酒大関                   | 大関酒造     | 田宮二郎              | 小林亜星 |
| ♪いま、なんどきですか?     | ハウスシャンメンしょうゆ味 | ハウス食品   | 結城アンナ            | -        |
| サントリー!                | サントリーホワイト         | サントリー   | サミー・デイヴィスJr. | -        |
| さすがわかっていらっしゃる | サントリービール純生       | サントリー   | 大橋巨泉              | -        |
| おれ、社長の代理           | 明治ミルクチョコレート     | 明治製菓     | ゴリラのぬいぐるみ    | -        |
| …と、日記には書いておこう  | 龍角散トローチ             | 龍角散       |                       | -        |
| 足のいいやつ               | カリーナ                   | トヨタ自動車 | 千葉真一              | -        |

## スポーツ

### 総合競技大会
- 第28回国民体育大会 (若潮国体)
  - 復帰記念沖縄特別国民体育大会 (若夏国体) - 前年の沖縄返還を記念して開催された特別国体（ミニ国体）。

### 各競技

#### 野球
- プロ野球
  - セ・リーグ優勝 読売ジャイアンツ
  - パ・リーグ優勝 南海ホークス
  - 日本シリーズ優勝 読売ジャイアンツ （4勝1敗）
  - この優勝で読売ジャイアンツはV9を達成する。
  - 南海ホークスとしては最後のリーグ優勝となった。ホークスが次に優勝するのは1999年、「福岡ダイエーホークス」として。
- 高校野球
  - 春優勝 横浜（神奈川県）
  - 夏優勝 広島商（広島県）

#### 相撲
- 大相撲（幕内最高優勝）
  - 初場所 琴櫻傑將
  - 春場所 北の富士勝昭
  - 夏場所 輪島大士
  - 名古屋場所 琴櫻傑將
  - 秋場所 輪島大士
  - 九州場所 輪島大士

## 誕生

### 1月
- 1月1日 - 庵谷鷹志、キックボクサー
- 1月2日 - 高橋真紀子、テレビ朝日元アナウンサー
- 1月2日 - さとう珠緒、女優・タレント
- 1月2日 - 中嶋ミチヨ、タレント
- 1月3日 - 秋山和彦、SASUKEオールスターズ
- 1月3日 - 川越美和、女優（+ 2008年）
- 1月5日 - 櫻井淳子、女優
- 1月5日 - 宮澤篤司、歌手
- 1月7日 - 遠藤亮、NHKアナウンサー
- 1月8日 - 松本幸四郎[1]、歌舞伎俳優
- 1月8日 - 緒方林太郎、衆議院議員
- 1月11日 - 深津絵里、女優
- 1月11日 - 高橋郁雄、元プロ野球選手
- 1月12日 - 志良玉弾吾、AV男優
- 1月14日 - 若井おさむ、お笑い芸人
- 1月16日 - 田村英里子、タレント・歌手
- 1月16日 - 宮前真樹、タレント
- 1月16日 - SHEILA、ファッションモデル、タレント
- 1月17日 - りょう、女優
- 1月18日 - 中山忍、女優
- 1月18日 - 永田能隆、元プロ野球選手
- 1月19日 - 木村郁美、TBSテレビ社員、元アナウンサー
- 1月19日 - 篠原信一、柔道家
- 1月22日 - 河原純一、プロ野球選手
- 1月24日 - 松岡正樹、プロ野球選手
- 1月26日 - 宮下典明、プロ野球選手
- 1月28日 - 岡本善久、鹿児島読売テレビアナウンサー
- 1月29日 - 鶴ノ富士智万、元大相撲力士
- 1月30日 - 加藤紀子、タレント・女優
- 1月30日 - 西田吉洋、元サッカー選手
- 1月31日 - 片山晋呉、プロゴルファー

### 2月
- 2月1日 - 川田広樹、お笑いタレント（ガレッジセール）
- 2月1日 - 大本眞基子[Web 1]、声優
- 2月4日 - 中嶋美年子、キャスター
- 2月4日 - 石本努、元プロ野球選手
- 2月4日 - 宮内洋、元プロ野球選手
- 2月4日 - 佳嶋、イラストレーター
- 2月7日 - 園崎未恵、声優
- 2月7日 - 秋野千尋、AV女優
- 2月8日 - 川島得愛、声優
- 2月8日 - 蔵本雅由、野球選手
- 2月9日-西本麻里(MANISH)、アーティスト
- 2月9日 - 谷佳知、プロ野球選手
- 2月9日 - 増田ゆき、声優
- 2月9日 - 新海誠、アニメーション監督
- 2月11日 - 七緒はるひ、声優
- 2月14日 - 片桐澪、漫画家
- 2月14日 - 柳沼行、漫画家
- 2月14日 - 山田純大、俳優
- 2月14日 - OZA、ギタリスト
- 2月16日 - 青木久典、アマチュア野球指導者
- 2月16日 - 田渕龍二、元サッカー選手
- 2月20日 - 田村香織、AV女優
- 2月21日 - 林純次、元プロ野球選手
- 2月22日 - 細美武士、ELLEGARDENボーカル＆ギター
- 2月28日 - 栃乃花仁、大相撲力士・二十山親方
- 2月28日 - 花總まり、宝塚歌劇団元雪組・宙組トップ娘役、ミュージカル女優
- 2月28日 - 田中将斗、プロレスラー

### 3月
- 3月1日 - 小笠原亘、TBSアナウンサー
- 3月1日 - 小谷津央典、声優
- 3月2日 - 秋田禎信、小説家
- 3月2日 - 島崎和歌子、タレント
- 3月4日 - 緒方かな子、タレント
- 3月4日 - きよこ、元たいそうのおねえさん
- 3月6日 - 福永泰、元サッカー選手
- 3月6日 -落合るみ、声優
- 3月7日 - 羽田惠理香、タレント
- 3月7日 - 上原茂行、東京ヤクルトスワローズのコーチ
- 3月8日 - 旭鷲山昇、元大相撲力士
- 3月8日 - 井原康秀、元サッカー選手
- 3月11日 - 坂田亘、プロレスラー・総合格闘家
- 3月11日 - 南山真、元プロバスケットボール選手
- 3月11日 - 平井元喜、ピアニスト・作曲家
- 3月12日 - 平井善之、お笑いタレント （アメリカザリガニ）
- 3月12日 - 小林淳一、JRA騎手
- 3月13日 - 白井暁彦、メディアアート研究者
- 3月16日 - 山内泰幸、元プロ野球選手
- 3月17日 - AKIKO、声優
- 3月20日 - 大石恵、女優
- 3月21日 - 石井正則、お笑い芸人（アリtoキリギリス）、俳優
- 3月22日 - 黒崎えり子、ネイリスト
- 3月22日 - 秋葉直樹、プロ野球選手
- 3月23日 - 沢松奈生子、テニス選手
- 3月24日 - 丹下桜、声優・歌手
- 3月24日 - DJ JIN、DJ (RHYMESTER)
- 3月25日 - 笹沼尭羅、声優
- 3月26日 - マックン、お笑い芸人（パックンマックン）
- 3月27日 - 青木さやか、お笑いタレント
- 3月27日 - 目黒未奈、女優
- 3月29日 - 松本さち、声優
- 3月29日 - 池田宇隆、プロ野球選手
- 3月30日 - 川島直樹、元俳優
- 3月31日 - 小谷津央典、声優

### 4月
- 4月1日 - 八木沼純子、元フィギュアスケート選手
- 4月2日 - 細見和史、元プロ野球選手
- 4月3日 - 大泉洋、俳優・タレント（TEAM NACS）
- 4月3日 - 瀬能あづさ、タレント
- 4月3日 - 大野倫、元プロ野球選手
- 4月3日 - 松田和哉、元プロ野球選手
- 4月5日 - 大塔正明、元プロ野球選手
- 4月5日 - 鼠先輩、歌手
- 4月6日 - 宮沢りえ、女優・歌手
- 4月6日 - 萩原誠、元プロ野球選手
- 4月11日 - 南真一郎、元プロ野球選手
- 4月11日 - フカザワナオコ、漫画家
- 4月11日 - 味園博和、プロ野球選手
- 4月13日 - 若ノ城宗彦、元大相撲力士
- 4月13日 - 吉田恵、元サッカー選手
- 4月13日 - 店長松本、俳優
- 4月16日 - BONNIE PINK、シンガーソングライター
- 4月16日 - 野島裕史、声優
- 4月17日 - 小林賢太郎、お笑いタレント（ラーメンズ）
- 4月17日 - 海鵬涼至、大相撲力士
- 4月17日 - 城石憲之、元プロ野球選手
- 4月18日 - 北川哲也、元プロ野球選手
- 4月19日 - 御崎朱美、声優
- 4月19日 - 神野信也、元プロ野球選手
- 4月20日 - 斉藤俊秀、元プロサッカー選手（元日本代表）、サッカー指導者
- 4月21日 - 上野良治、サッカー選手
- 4月21日 - 小西克幸[Web 2]、声優
- 4月22日 - 永川満寿、プロ野球選手
- 4月23日 - 設楽統、お笑いタレント（バナナマン）
- 4月23日 - 中村豊、元プロ野球選手
- 4月25日 - 久保孝之、プロ野球選手
- 4月27日 - 谷合正明、政治家
- 4月29日 - 12代式守錦太夫、大相撲行司
- 4月29日 - 飯島肇、声優

### 5月
- 5月1日 - 柳家三之助、落語家
- 5月1日 - 津川力、元プロ野球選手
- 5月1日 - 一三、俳優、タレント
- 5月1日 - 斎藤さと美、元重量挙げ選手
- 5月3日 - 岡本晃、元プロ野球選手
- 5月3日 - 川口智子、元子役
- 5月4日 - 谷口功一、元プロ野球選手
- 5月4日 - たむらけんじ お笑い芸人
- 5月4日 - 西芳弘、プロ野球選手
- 5月6日 - 武井壮、元十種競技日本チャンピオン・タレント
- 5月8日 - 三浦綺音、女優・元ヌードモデル
- 5月8日 - 荒川弘、漫画家
- 5月8日 - 中田有紀、フリーアナウンサー
- 5月8日 - 富岡久貴、元プロ野球選手
- 5月8日 - 藤凪かおる、漫画家
- 5月10日 - 伊藤隆太、TBSアナウンサー
- 5月10日 - いでえいじ、4コマ漫画家
- 5月10日 - 天田ヒロミ、元キックボクサー、元アマチュアボクサー
- 5月10日 - 大柴克友、元サッカー選手
- 5月11日 - 尾方剛、陸上競技・マラソン選手
- 5月15日 - 谷中真二、元プロ野球選手
- 5月15日 - 西島洋介、プロボクサー
- 5月16日 - 鳥海浩輔、声優
- 5月16日 - 藤田晋、実業家（サイバーエージェント社長）
- 5月18日 - カズ・ハヤシ、プロレスラー
- 5月20日 - 岡本敦、山陰中央テレビジョン放送アナウンサー
- 5月21日 - 梨花、タレント
- 5月23日 - 岡田純子、声優
- 5月24日 - 服部祐民子、シンガーソングライター
- 5月24日 - 平岡直起、元サッカー選手
- 5月27日 - 深谷篤、プロ野球審判員
- 5月29日 - 金田朋子、声優
- 5月30日 - 村井宗明、政治家
- 5月30日 - 杉田勇、プロ野球選手

### 6月
- 6月1日 - 林孝哉、元プロ野球選手
- 6月1日 - 五十嵐隆、ミュージシャン（Syrup 16g）※現在は解散
- 6月2日 - 岩下修一、元プロ野球選手
- 6月4日 - GWINKO、歌手
- 6月4日 - 石本豊、元プロ野球選手
- 6月4日 - 平川大輔、声優
- 6月5日 - 羽根川竜、元プロ野球選手
- 6月6日 - 根本隆輝、元プロ野球選手
- 6月6日 - 沼田浩、元プロ野球選手
- 6月6日 - 武藤孝司、元プロ野球選手
- 6月7日 - 寺本比呂文、元プロ野球選手
- 6月7日 - 佐々木健一、プロ野球選手
- 6月8日 - 古川りか、女優
- 6月8日 - アントキの猪木、タレント
- 6月8日 - 川越英隆、元プロ野球選手
- 6月9日 - 岡本克道、元プロ野球選手
- 6月12日 - 斎賀みつき、声優
- 6月14日 - 常世晶子、フリーアナウンサー
- 6月16日 - 石田徹也、画家（+2005年）
- 6月16日 - 花島寛己、プロ野球選手
- 6月17日 - 山田博士、元プロ野球選手
- 6月18日 - かかずゆみ、声優
- 6月18日 - 石川知裕、政治家
- 6月19日 - 中澤裕子、歌手・女優・タレント
- 6月19日 - 杉本友、元プロ野球選手
- 6月19日 - 薮田安彦、元プロ野球選手
- 6月20日 - 沢朋宏、CBCテレビアナウンサー
- 6月22日 - 徳本政敬、プロ野球選手
- 6月23日 - 城井崇、政治家
- 6月23日 - 中西永輔、元サッカー選手
- 6月23日 - 木村一基、将棋棋士
- 6月26日 - 養父鐵、元プロ野球選手
- 6月27日 - 谷東、アニメーション監督・演出
- 6月27日 - 吉田敬、お笑いタレント（ブラックマヨネーズ）
- 6月29日 - 福島晃子、プロゴルファー
- 6月29日 - 塩崎真、元プロ野球選手
- 6月29日 - 森徹、スキー選手（+ 1998年）
- 6月30日 - 中川申也、プロ野球選手

### 7月
- 7月2日 - 小坂誠、元プロ野球選手
- 7月3日 - 丹野みどり、フリーアナウンサー
- 7月4日 - GACKT、歌手
- 7月5日 - 小杉竜一、お笑いタレント（ブラックマヨネーズ）
- 7月6日 - 小倉隆史、元サッカー選手
- 7月7日 - 大石真弘、NHKアナウンサー
- 7月9日 - 望月重良、元サッカー選手
- 7月9日 - 今村直樹、声優
- 7月9日 - 柴田ケイコ、絵本作家
- 7月10日 - みずしな孝之、漫画家
- 7月11日 - 水田章雄、元プロ野球選手
- 7月12日 - 五剣山博之、元大相撲力士
- 7月16日 - 大喜進、元大相撲力士（+2005年）
- 7月16日 - 袴田吉彦、俳優
- 7月17日 - 古坂大魔王、タレント・ミュージシャン
- 7月17日 - 岸川雄二、元プロ野球選手
- 7月18日 - 岡田真善、俳優
- 7月19日 - 林恵子、アナウンサー
- 7月19日 - 高橋優子、調教師
- 7月20日 - 小川範子、女優・歌手
- 7月20日 - 橋本信治、プロ野球審判員
- 7月21日 - 古市幸子、日本テレビ放送網社員、元アナウンサー
- 7月21日 - 大橋晋也、野球選手
- 7月22日 - 斉藤肇、元プロ野球選手
- 7月22日 - 鮫島秀旗、元プロ野球選手
- 7月23日 - 野村克則（カツノリ）、元プロ野球選手
- 7月23日 - 小畑幸司、元プロ野球選手
- 7月24日 - 中村紀洋、プロ野球選手
- 7月25日 - 土肥洋一、サッカー選手
- 7月26日 - くまだまさし、お笑いタレント
- 7月26日 - 高田昌明、元サッカー選手
- 7月26日 - ミートボール吉野、AV男優
- 7月27日 - 高槻純、俳優
- 7月29日 - 田中涼子、声優
- 7月29日 - 門倉健、元プロ野球選手
- 7月29日 - 啄木鳥しんき、漫画家

### 8月
- 8月1日 - MCU、ヒップホップMC (KICK THE CAN CREW)
- 8月2日 - 友近、お笑いタレント
- 8月2日 - 安居良基、随筆家・旅行家
- 8月3日 - 安住紳一郎、TBSアナウンサー
- 8月4日 - 旭天山武、大相撲力士
- 8月7日 - 大上邦博、お笑い芸人、ハリガネロック
- 8月9日 - 能勢浩、お笑い芸人
- 8月9日 - 徳丸哲史、野球選手
- 8月9日 - 根鈴雄次、野球選手
- 8月10日 - 鷹野史寿、元プロ野球選手
- 8月10日 - 高桑大二朗、サッカー選手
- 8月11日 - 荒井修光、元プロ野球選手
- 8月12日 - 森岡茂、元サッカー選手
- 8月13日 - 篠原涼子、女優・歌手
- 8月13日 - 関根“シュレック”秀樹、総合格闘家、プロレスラー
- 8月14日 - 藤村さおり、フジテレビアナウンサー
- 8月14日 - 小宮山雄飛、ミュージシャン
- 8月15日 - 背尾伊洋、元プロ野球選手
- 8月18日 - 浜風親方、元幕内五城楼
- 8月18日 - 光法賢一、大相撲力士（+ 2021年）
- 8月18日 - 恒川光太郎、小説家・ホラー作家
- 8月18日 - ハンサム判治、歌手（デブパレード）
- 8月19日 - 石井江奈、フリーアナウンサー
- 8月19日 - 吉村夏枝、歌手（Lip's）、女優
- 8月20日 - 萩原淳、元プロ野球選手
- 8月21日 - 野口健、登山家
- 8月25日 - 山内康一、政治家
- 8月25日 - 路木龍次、元サッカー選手
- 8月26日 - 舩木聖士、元プロ野球選手
- 8月27日 - 岡山哲也、サッカー選手
- 8月27日 - 井上亘、プロレスラー
- 8月28日 - アナログタロウ、芸人
- 8月29日 - 広池浩司、元プロ野球選手
- 8月30日 - 佐藤アツヒロ、元光GENJI
- 8月30日 - 大飛翔誠志、格闘家・元大相撲力士
- 8月31日 - 水森かおり、歌手
- 8月31日 - 藤井南美、気象予報士

### 9月
- 9月1日 - 三浦理恵子、歌手・女優・声優
- 9月2日 - 早坂隆、ルポライター
- 9月7日 - 熊澤とおる、元プロ野球選手
- 9月8日 - 市原圭、元プロ野球選手
- 9月9日 - 石井一久、吉本興業契約社員、元プロ野球選手
- 9月10日 - 倉本慎也、プロ野球選手
- 9月11日 - 小籔千豊、お笑いタレント、吉本新喜劇座長
- 9月11日 - 林尚克、野球選手
- 9月12日 - 大垣俊輔、教師・作家
- 9月15日 - 藤谷美紀、女優
- 9月15日 - 三井浩二、元プロ野球選手
- 9月16日 - 沢村通、野球選手
- 9月17日 - 岩崎一則、お笑い芸人（Hi-Hi）
- 9月18日 - 大貫亜美、歌手（PUFFY）
- 9月18日 - 橘ひかり、声優
- 9月19日 - 福田信一、プロ野球選手
- 9月23日 - 服部年宏、サッカー選手
- 9月23日 - 布部陽功、元サッカー選手
- 9月25日 - 山田知一、お笑い芸人
- 9月25日 - 燁司大、元大相撲力士（+ 2025年）
- 9月25日 - 田頭弘毅、元ウエイトリフティング選手
- 9月25日 - 北川晋、プロ野球選手
- 9月26日 - 佐野瑞樹、俳優・アイドル
- 9月27日 - 益田大介、元プロ野球選手
- 9月29日 - 齋藤信治、バレーボール選手
- 9月29日 - 衛藤利恵、シンガーソングライター

### 10月
- 10月2日 - 井手元健一朗、元プロ野球選手
- 10月3日 - 青木和義、元プロ野球選手
- 10月3日 - 千原淳弘、プロ野球選手
- 10月3日 - 品田操士、プロ野球選手
- 10月4日 - 吉原由香里（旧姓梅沢）、女流棋士
- 10月5日 - 永池恭男、元プロ野球選手
- 10月7日 - 石田燿子、歌手
- 10月8日 - 田波涼子、ファッションモデル
- 10月9日 - 夏川りみ、歌手
- 10月10日 - 小沢一敬、お笑いタレント（スピードワゴン）
- 10月10日 - TAICHI MASTER、DJ
- 10月10日 - 高森奈緒、声優
- 10月11日 - 金城武、俳優・歌手
- 10月11日 - 野間口徹、俳優
- 10月11日 - 阪口大助、声優
- 10月13日 - 松嶋菜々子、女優
- 10月13日 - 木立章成、元プロ野球選手
- 10月14日 - 堺雅人、俳優
- 10月14日 - 中井一輝、漫画家
- 10月16日 - 奥村幸司、野球選手
- 10月18日 - 辻本良三、ゲームクリエイター
- 10月22日 - イチロー[2]、メジャーリーガー
- 10月22日 - 佐藤愛子、元アイドル（ribbon）
- 10月23日 - 清水隆行、元プロ野球選手
- 10月23日 - はしのえみ、タレント
- 10月23日 - 上村洋行、JRA元騎手
- 10月24日 - ゴリけん、ピン芸人
- 10月25日 - 小笠原道大、プロ野球選手
- 10月25日 - 高根澤力、野球選手
- 10月26日 - TAKAみちのく、プロレスラー
- 10月29日 - 前園真聖、元サッカー選手
- 10月30日 - 石丸清隆、元サッカー選手

### 11月
- 11月1日 - 中嶋潤一郎、ジャグラー
- 11月6日 - 宍戸留美、声優
- 11月6日 - 遠藤あど、女優・ダンサー
- 11月7日 - 戸次重幸、俳優・タレント（TEAM NACS）
- 11月7日 - 早川健一郎、元プロ野球選手
- 11月8日 - 濱野谷憲吾、競艇選手
- 11月8日 - 時津海正博、大相撲力士、時津風親方
- 11月8日 - 磯崎亜紀子、元子役
- 11月9日 - 相川真一、タレント
- 11月9日 - 上田浩二郎、お笑い芸人（Hi-Hi）
- 11月11日 - マギー審司、マジシャン・タレント
- 11月11日 - 山田みほ、声優、ナレーター
- 11月14日 - 斉藤瑞樹、声優（+ 2015年[3]）
- 11月14日 - 岡本美佳、NHK体操指導者、元体操アシスタント
- 11月15日 - 清水直樹、モーターサイクルレーサー
- 11月15日 - 戸賀崎智信、AKB48劇場元支配人
- 11月16日 - 吉永護、元JRA騎手
- 11月18日 - 江田由紀浩、俳優
- 11月18日 - 上田佳範、元プロ野球選手
- 11月19日 - 大柴健二、元サッカー選手
- 11月20日 - SU、ヒップホップMC (RIP SLYME)
- 11月20日 - 荒木慶大、元野球選手、プロボクサー
- 11月27日 - 浅野忠信、俳優
- 11月27日 - 片桐仁、お笑いタレント（ラーメンズ）
- 11月27日 - 西寺郷太、ミュージシャン（NONA REEVES）
- 11月28日 - 海野ゆかり、競艇選手
- 11月29日 - 村上和成、総合格闘家、プロレスラー
- 11月30日 - 藤澤英雄、野球選手

### 12月
- 12月1日 - 池谷直樹、体操選手
- 12月1日 - 中川亜紀子、声優
- 12月1日 - 長谷川理恵、ファッションモデル
- 12月1日 - 門倉有希、歌手（+2024年）
- 12月3日 - 石橋晴行、プロバスケットボール選手
- 12月4日 - 田村淳、お笑いタレント（ロンドンブーツ1号2号）
- 12月5日 - 西尾麻美、スカッシュ選手
- 12月7日 - 髙木大成、元プロ野球選手
- 12月8日 - 稲垣吾郎、タレント (元SMAP)
- 12月8日 - 安田顕、俳優、タレント（TEAM NACS）
- 12月11日 - 小渕優子、政治家
- 12月11日 - 石母田史朗、俳優・声優
- 12月13日 - 黒木知宏、元プロ野球選手
- 12月17日 - 大関正義、俳優
- 12月19日 - 反町隆史、俳優・歌手
- 12月19日 - 川中基嗣、元プロ野球選手
- 12月19日 - 森山一人、元プロ野球選手
- 12月20日 - 浅越ゴエ、お笑いタレント
- 12月20日 - 桜井幸子、元女優
- 12月25日 - 三浦大輔、元プロ野球選手
- 12月25日 - 佐藤貞治、プロ野球選手
- 12月25日 - 増田忠俊、元サッカー選手
- 12月26日 - 中江有里、女優
- 12月26日 - 松中信彦、プロ野球選手
- 12月29日 - 樹るう、漫画家
- 12月30日 - 平野貴大、俳優